# Kalij III
Kalij III (biał. Калій ІІІ; ros. Калий III; dosł. Potas III) – stacja kolejowa w pobliżu miejscowości Małe Bykowo, w rejonie słuckim, w obwodzie mińskim, na Białorusi. Leży na linii Słuck – Soligorsk.
Obsługuje dwie kopalnie soli potasowej Soligorsk 2 i Soligorsk 3, należące do kombinatu kopalni soli Soligorsk.